# Danmarks runeindskrifter Schl3
Danmarks runeindskrifter Schl3, även DR Schl3, DR EM85;484, SlB 3, DK SlB3, SlB 3: Slesvig-pind, Slesvig-pind, Slesvig-kævle och Runenstäbchen von Schleswig är en runinskrift från elfte århundradet ristad på en träpinne.
Inskriftens ord är i de flesta fall uttydda, men sammanhanget är oklart. Den är möjligen en niddikt på regelbundet versmått. Texten är betydelsefull eftersom innehållet har litterära drag, och som ett av få östnordiska belägg på ordet ås, åser, vanligen kallade asar, asagudar.

## Upptäckt och allmän karakteristik
Inskriften blev funnen 1973 vid en arkeologisk utgrävning inne i staden Schleswig. Den är ristad på de fyra sidorna av en bearbetad träpinne eller kavel, som är 13 centimeter lång, och 1–1,4 centimeter tjock. Den var bruten i tre delar.
Inskriften är huvudsakligen välbevarad och väl ristad. Den förvaras på Archäologisches Landesmuseum i Schleswig.

## Datering
Inskriften dateras till elfte århundradet. Erik Moltke preciserade till omkring 1075.

## Texten
Inskriften är gjord med normalrunor och har ett antal stugna runor, men ett fåtal otydligheter finns. Skiljetecken mellan ord finns, vilket underlättar läsningen.
Runskrift (yngre futhark):
A: ᚱᚢᚾᛅᛣ᛫ᛁᛅᚵ᛫ᚱᛁᛋᛏᛁ᛫ᛅ᛫ᚱᛁᚴᛁᛅᛏᛅ᛫ᛏᚱᚽᛋᚢᛅ
 B: ᚱᛂᚦ᛫ᛋᛅᛦ᛫ᚱᛁᚴᛁ᛫ᛘᚬᚵᛣ᛫ᛅᛋᛁᛣ᛫ᛅ᛫ᛅᚱᛏᛅᚵᚢᛉ
C: ᚼᚢᛚᛅᛣ᛫ᛅᚢᚴ᛫ᛔᚢᛚᛅᛣ᛫ᛘᛂᛚᛁ᛫ᚦᛂᛣ
D: ᛅᚱᛋ᛫ᛋᚢᛘ᛫ᛉᛅᚵᛁ
Translitterering av runraden:
§A runaʀ ⁓ iag ⁓ risti ⁓ a ⁓ rikiata ⁓ tre sua §B reþ ⁓ saʀ ⁓ riki ⁓ mo(g)ʀ ⁓ asiʀ ⁓ a ⁓ artagum §C hulaʀ ⁓ auk ⁓ bulaʀ ⁓ meli ⁓ þeʀ §D ars ⁓ sum ⁓ magi
Normalisering till rundanska:
§A Runaʀ iak risti a rækianda træ. Swa §B reþ saʀ riki mogʀ: Asiʀ a ardagum! §C hullaʀ ok bullaʀ mæli þæʀ §D ars sum magi. (Med vokallängd utsatt: Rūnaʀ iak risti ā rækianda trǣ. Swā §B rēþ sāʀ rīki mogʀ: Āsiʀ ā ārdagum! §C hullaʀ ok bullaʀ mǣli þǣʀ §D ars sum magi)
Översättning till engelska:
§A I carved runes on (the) driving(?) tree / driftwood / mocking-stick. Thus §B interpreted the powerful boy: Æsir in days of yore! §C Hurlys and burlys : may they speak for you, (saying) §D (your) arse is as (your) stomach (ie full to bursting).
En källa har skiljetecken i runföljden ᛏᚱᚽ᛫ᛋᚢᛅ. Runan ᚵ i ᛘᚬᚵᛣ kan tydas med viss säkerhet som stunget ᚵ (/g/) snarare än ostunget ᚴ (/k/).
Ett alternativt översättningsförslag till danska: Runer jeg ristede på drivende/herskende(?) træ, så[ledes] rådede (=tydede) den rige/mægtige unge mand: Aser i urtid, ”huller” og ”buller”, for dig skal mæle (tale) røv som mave.
Ett alternativt översättningsförslag till engelska: I carved runes on (the) driving/ruling(?) tree, thus interpreted the powerful young man: Æsir in days of yore, “hurlys” and “burlys”, for you may speak arse as stomach.
Erik Moltke normaliserade inskriften som en strof på ljóðaháttr:
Runaʀ iak risti

a r(i)kjanda tre

swa reþ saʀ riki mǫgʀ

asiʀ a ardagum

hullaʀ ok bullaʀ

mæli þæʀ ars sum magi.

## Tolkning

### Enskilda ord
Osäkerhet råder om vilket ord som avses med runföljden rikiata. Det är troligen presens particip av ett verb. Sammanhanget är ”Jag ristade runor på det ?‑ande trästycket”, där verbet är ovisst. Förslagen är att verbet motsvarar isländska rekja (räcka, följa, betyda), ríkja (härska, styra) hrekja (håna, driva bort) eller rækja. Bortsett från förslaget ”drivande trä = drivved” handlar de olika förslagen om att ristaren ville att inskriften skulle ha någon effekt.
Ordet mǫgʀ har tolkats som fornnordiska: mágr (”måg, svåger, ingift man”) men konsensus är att det betyder ”ung man” utan släktskap, fornnordiska: mǫgʀ.
Formen iag är oväntad på elfte århundradets språkstadium men tolkas av alla källor som pronomenet ”jag”.
De ovanliga hulaʀ och bulaʀ antas onomatopoetiskt (ljudhärmande) syfta på oväsen, eller oordning; liknande uttryck finns i svenska ”huller om buller” och engelska hurlyburly.

#### ”asiʀ”
Ordet fornnordiska ordet áss (gud) är belagt ett fåtal gånger på östnordiskt område. fyra belägg finns i runinskrifter, varav två osäkra, och två sannolika, varav runföljden asiʀ i DR Schl3 är mest säker, och den enda i pluralis, vilket ger information om detta ords historia på östnordiskt område.
Áss har pluralen æsir på isländska, med i‑omljudd æ-vokal i rotstavelsen och i‑vokal i ändelsen. Det har ansetts osäkert vilka vokalerna var i olika böjningsformer på östnordiskt område. De fornsvenska formerna *æsir, *asir och *asar, som ljudlagsenligt hypotetiskt skulle motsvara nysvenska ”äser”, ”åser” respektive ”åsar” har diskuterats som möjligheter. Nyfyndet 1973 av DR Schl3 ger ett belägg för ändelsevokalen  ‑i‑ (‑e‑) från östnordiskt område, liksom i isländska, men rotstavelsens vokal normaliseras som a‑ i runologiska normaliseringar av DR Schl3: asiʀ (āsiʀ med vokallängd utsatt).

### Sammanhang
Inskriften förefaller ingå i en litterär tradition. Den är metriskt uppbyggd, med det från äldre eddan kända versmåttet ljóðaháttr, och den innehåller litterära vändningar, som i raden ”gudar i urtid”, med ord som finns i Valans spådom.
Å andra sidan förefaller inskriften splittrad, som vore den sammansatt av brottstycken utan sammanhang. Ristaren säger först att han ristade (eller ristar i presens). Sedan sägs en ung man ha ”uttytt”. Det är ovisst, huruvida det ”uttydda” är den följande åkallan av gamla gudar, och det därefter följande, som möjligen är en skymfande önskan om en person, varest kroppsdelar nämns. Möjligen skall inskriften orsaka diarré. Där finns tydligen en önskan riktad mot en person, eftersom mæli är i konjunktiv, och þeʀ betyder ”för dig”. 